# 罗特魏斯网球俱乐部
罗特魏斯网球俱乐部（德語：LTTC Rot-Weiß Berlin，直译为柏林红白草地网球锦标赛俱乐部，简称红白）是一家位于德国柏林格鲁讷瓦尔德的网球俱乐部。俱乐部成立于1897年，初名为“草地网球锦标赛俱乐部”（Lawn Tennis Turnier Club，简称LTTC），是20世纪许多德国网球运动员职业生涯的起点，如西莉·奥塞姆、奥托·弗罗伊茨海姆、亨纳·亨克尔、汉斯·莫尔登豪尔、汉斯-于尔根·波曼、罗曼·纳尤赫和丹尼尔·普伦。
该俱乐部的中心球场自1911年以来一直是德国职业网球锦标赛的举办地，后来在1979年至2008年以及2021年至今，成为WTA巡回赛德国网球公开赛（现在称为柏林网球公开赛或者柏林女子网球公开赛）的举办地。俱乐部拥有16片红土球场。冬季期间，有八片室内球场可供使用。
1996年，俱乐部建造了一座拥有7000个座位的新中心球场，以取代原有的3500座旧球场。这座体育场于2004年9月被命名为“施特菲·格拉夫体育场”。为了迎接重生的2020赛季女子网球赛，其红土场地被替换为草地球场。
施特菲·格拉夫自1984年起成为该俱乐部成员。鲍里斯·贝克尔也曾在1985-1987年间代表该俱乐部参赛。俱乐部坐落于戈特弗里德·冯·克拉姆大街，该街道以德国网球传奇人物、二战后复兴“红白”俱乐部的主要负责人——戈特弗里德·冯·克拉姆男爵的名字命名。